# Горња Батина
Горња Батина је насељено место у саставу града Златара у Крапинско-загорској жупанији, Хрватска. До територијалне реорганизације у Хрватској налазила се у саставу старе општине Златар-Бистрица.

## Становништво
На попису становништва 2011. године, Горња Батина је имала 238 становника.

## Попис1991.
На попису становништва 1991. године, насељено место Горња Батина је имало 307 становника, следећег националног састава:
| Попис 1991.‍ | Попис 1991.‍ | Попис 1991.‍ | Попис 1991.‍ | Попис 1991.‍ |
| ----------- | ----------- | ----------- | ----------- | ----------- |
|             |             |             |             |             |
| Хрвати      | Хрвати      |             | 304         | 99,02%      |
| непознато   | непознато   |             | 3           | 0,97%       |
| укупно: 307 |             |             |             |             |